# Dzietrzkowice (gmina)
Dzietrzkowice (od 1953 Łubnice) – dawna gmina wiejska istniejąca do 1953 roku w woj. łódzkim. Nazwa gminy pochodzi od wsi Dzietrzkowice, lecz siedzibą gminy były Łubnice.
W okresie międzywojennym gmina Dzietrzkowice należała do powiatu wieluńskiego w woj. łódzkim. Po wojnie gmina zachowała przynależność administracyjną. Według stanu z dnia 1 lipca 1952 roku gmina składała się z 7 gromad: Andrzejów, Dzietrzkowice, Dzietrzkowice kol., Gola, Ludwinów, Łubnice i Wójcin.
21 września 1953 roku jednostka o nazwie gmina Dzietrzkowice została zniesiona przez przemianowanie na gminę Łubnice.